# Liste der Fahnenträger der Mannschaften der Cookinseln bei Olympischen Spielen
Die Liste der Fahnenträger der Mannschaften der Cookinseln bei Olympischen Spielen listet chronologisch alle Fahnenträger der Mannschaften der Cookinseln bei den Eröffnungs- (EF) und Abschlussfeiern (AF) Olympischer Spiele auf.

## Liste der Fahnenträger
| Mannschaft             | Veranstaltung | Fahnenträger (EF)       | Fahnenträger (AF)            |
| ---------------------- | ------------- | ----------------------- | ---------------------------- |
| 1988 in Seoul          | Sommerspiele  | William Taramai         |                              |
| 1992 in Barcelona      | Sommerspiele  |                         |                              |
| 1996 in Atlanta        | Sommerspiele  | Sam Nunuke Pera         |                              |
| 2000 in Sydney         | Sommerspiele  | Turia Vogel             |                              |
| 2004 in Athen          | Sommerspiele  | Sam Nunuke Pera         | Nannet Woonton (Offizieller) |
| 2008 in Peking         | Sommerspiele  | Sam Pera Junior         | Tereapii Tapoki              |
| 2012 in London         | Sommerspiele  | Helema Williams         | Luisa Peters                 |
| 2016 in Rio de Janeiro | Sommerspiele  | Ella Nicholas           | Alex Beddoes                 |
| 2020 in Tokio          | Sommerspiele  | Kirsten Fisher-Marsters | Volunteer                    |
| 2024 in Paris          | Sommerspiele  | Lanihei Connolly        | Lanihei Connolly             |
| 2024 in Paris          | Sommerspiele  | Alex Beddoes            | Lanihei Connolly             |

Anmerkung: (EF) = Eröffnungsfeier, (AF) = Abschlussfeier

## Statistik
| Rang    | Sportart       | EF | AF | ∑  |
| ------- | -------------- | -- | -- | -- |
| 1       | Gewichtheben   | 3  | 1  | 4  |
| 1       | Leichtathletik | 2  | 2  | 4  |
| 3       | Schwimmen      | 2  | 1  | 3  |
| 4       | Segeln         | 2  | 0  | 2  |
| 5       | Kanu           | 1  | 0  | 1  |
| 5       | Offizieller    | 0  | 1  | 1  |
| 5       | Volunteer      | 0  | 1  | 1  |
| Gesamt: | Gesamt:        | 10 | 6  | 16 |

| Rang                   | Sportart | EF | AF | ∑ |
| ---------------------- | -------- | -- | -- | - |
| bisher keine Teilnahme |          |    |    |   |
| Gesamt:                | Gesamt:  | 0  | 0  | 0 |

| Rang    | Sportart       | EF | AF | ∑  |
| ------- | -------------- | -- | -- | -- |
| 1       | Gewichtheben   | 3  | 1  | 4  |
| 1       | Leichtathletik | 2  | 2  | 4  |
| 3       | Schwimmen      | 2  | 1  | 3  |
| 4       | Segeln         | 2  | 0  | 2  |
| 5       | Kanu           | 1  | 0  | 1  |
| 5       | Offizieller    | 0  | 1  | 1  |
| 5       | Volunteer      | 0  | 1  | 1  |
| Gesamt: | Gesamt:        | 10 | 6  | 16 |